# Subprefeitura de Jaçanã/Tremembé
A Subprefeitura de Jaçanã/Tremembé é uma das 32 subprefeituras da cidade de São Paulo, sendo regida pela Lei nº 13.999 de 1º de agosto de 2002.
É composta por dois distritos: Tremembé e Jaçanã, que somados representam uma área de 64,1 km², e habitada por mais de 291 mil pessoas. 
Atualmente, o subprefeito é o publicitário Carlos Eduardo de Lacerda e Silva.